# Euplexia leonhardi
Euplexia leonhardi är en fjärilsart som beskrevs av Hans Rebel 1909. Euplexia leonhardi ingår i släktet Euplexia och familjen nattflyn. Inga underarter finns listade i Catalogue of Life.